# Santuario di Santa Maria di Galloro
(Giuseppe Boerio, Istoria del Santuario della Beatissima Vergine di Galloro, III ed., p. 5, Roma 1863.)
Il santuario di Santa Maria di Galloro e il suo giardino sono un luogo di culto cattolico situato nella località di Galloro nel comune di Ariccia, nella città metropolitana di Roma Capitale, nell'area dei Castelli Romani, nella Diocesi suburbicaria di Albano Laziale.
Il santuario di Galloro è uno dei santuari mariani più importanti e frequentati del Lazio; inoltre, è schedato tra i monumenti architettonici del Lazio in virtù del contributo dato dal celebre architetto Gian Lorenzo Bernini alla progettazione di alcune sue parti. Il santuario, dedicato all'immagine miracolosa della Madonna di Galloro, venne costruito tra il 1624 ed il 1633, e il convento attiguo dal 1817 è affidato alla cura della Compagnia di Gesù.
Il santuario con l'immagine sacra sono stati oggetto di visite apostoliche di numerosi pontefici, quali papa Urbano VIII, papa Alessandro VII, papa Clemente XI, papa Benedetto XIV, papa Clemente XIII e papa Clemente XIV, papa Pio VII, papa Gregorio XVI e infine papa Pio IX.
Oggi il santuario è costituito in parrocchia, con oltre 3000 anime, cui è unita la collegiata di Santa Maria Assunta di Ariccia.
La Madonna di Galloro è venerata dagli ariccini tre volte all'anno: l'8 dicembre, con la tradizionale festa della Signorina, istituita nel 1656 per ringraziare la Madonna di aver salvato il paese dalla peste; la seconda domenica di ottobre, anniversario della solenne incoronazione dell'immagine; e il giorno di Pentecoste, anniversario della consacrazione della chiesa nel 1633.

## Storia
Questo è un estratto di passi riguardo alla "ri-scoperta" della Madonna di Galloro nel 1621, citati dall'opera storiografica di Giuseppe Boero:
(Giuseppe Boero, Istoria del Santuario della Beatissima Vergine di Galloro], pp. 11-12.)

### La fondazione
(Giuseppe Boero, Istoria del Santuario della Beatissima Vergine di Galloro, p. 8, Roma 1863 (III edizione).)
Nel Quattrocento, il feudo di Ariccia apparteneva all'Abbazia di Santa Maria di Grottaferrata, come testimoniato da numerosi atti notarili dell'epoca. Il borgo tuttavia era spopolato, tanto che in un atto notarile del 1428 viene addirittura menzionato come tenimentum Castri diruti Vallis Ariciae. Il 19 ottobre 1473 il cardinale Giuliano Della Rovere, abate commendatario dell'Abbazia di Grottaferrata, permutò il feudo di Ariccia con Mariano Savelli, in cambio del Borghetto di Grottaferrata, fortificazione situata al X miglio della via Anagnina. In questo periodo iniziò la ricostruzione di Ariccia, poiché i Savelli si erano impegnati "ad costruendum [castrum Ritiae], aedificandum, reparadum": la popolazione tornò a crescere, tanto che nel 1597 il cardinale vescovo della sede suburbicaria di Albano Michele Bonelli contò ad Ariccia 800 abitanti, ovvero una popolazione superiore a quella della vicina -ed oggi considerevolmente più popolosa- città di Albano Laziale.
Alla fine del Cinquecento la venerazione del popolo di Ariccia verso la Madonna di Galloro era così sentita che nel 1594 Artemisia Savelli, moglie del duca Mario Savelli, essendo affetta da una malattia fece voto di far costruire attorno all'immagine una cappella in pietra; tuttavia i canonici della collegiata, proprietari del terreno, si opposero a questo proposito non appena seppero che la duchessa avrebbe apposto sulla cappella lo stemma dei Savelli. In seguito a questo episodio disdicevole, il canonico ariccino Gian Pietro Arzani in una memoria minuta riportata dal Lucidi ipotizza che la devozione popolare verso l'immagine sia andata progressivamente scemando, fino a scomparire del tutto in ambito locale all'inizio dei Seicento.
Il "primo devoto" della Madonna di Galloro, considerato a tutti gli effetti il suo "ri-scopritore", fu un bambino di origine toscane, tale Sante Bevilacqua, che nel marzo 1623 -o nel marzo 1621 secondo altri storici- avrebbe scoperto nel fosso tra Monticella piccola e Monticella grande l'immagine in abbandono, mentre andava cercando luppoli per le campagne.
In seguito ad alcuni eventi miracolosi attribuiti alla Madonna di Galloro, il canonico ariccino Polidoro Polidori, originario di Frascati, maturò l'intenzione di consacrare una cappella alla Madonna di Galloro, che era posta nel luogo originario dove era ubicata l'immagine. Pertanto il 3 maggio 1623 la cappella venne inaugurata, con una solenne processione di fedeli provenienti non solo da Ariccia ma anche dai Castelli Romani circostanti: il custode della cappella fu don Francesco Barzante, mentre Sante Bevilacqua, "scopritore" della sacra immagine, si offerse spontaneamente come chierico.
Assieme al grande afflusso di pellegrini presso la cappella, si ebbe anche un grande afflusso di lasciti e di elemosine rendendosi pertanto necessario istituire l'ufficio di un depositario delle offerte: il primo fu Ottavio Vanni, arcidiacono della basilica cattedrale di Albano: questi raccolse in cassa in breve tempo ben 36.000 scudi, con i quali si pensò di realizzare una dignitosa chiesa dedicata alla Madonna di Galloro.
Il cardinale vescovo della sede suburbicaria di Albano Giovanni Battista Deti pose la prima pietra del nuovo santuario di Santa Maria di Galloro il 15 agosto 1624.
Correndo la Quaresima dell'anno 1631, padre Benigno Bracciolini, monaco vallombrosano, predicava nella basilica cattedrale di San Pancrazio, proprio mentre si andava delineando il proposito di affidare la gestione del costruendo santuario ad un ordine religioso. Tale gestione, unitamente all'autorizzazione di stabilirsi in loco venne concessa ai frati vallombrosani grazie alla protezione del cardinale Carlo di Ferdinando de' Medici e con l'assenso del cardinale vescovo della sede suburbicaria di Albano Gaspar de Borja y Velasco e del principe Paolo Savelli, il 4 dicembre 1631 Tuttavia, poiché la terra su cui era stato edificato il nuovo santuario e la vigna su cui doveva essere edificato il convento erano a tutti gli effetti di proprietà della collegiata di Ariccia, il principe Paolo Savelli da parte sua si impegnò a cedere ai canonici regolari ariccini un altro terreno equivalente situato altrove, mentre il cardinale vescovo Gaspar de Borja ottenne che i vallombrosani pagassero 500 scudi al capitolo e gli consegnassero una certa parte dei diritti sulle sepolture all'interno della chiesa conventuale, «per qualunque pretensione, o interesse, che [il capitolo] vi possa avere». Ad ogni modo, l'arciprete ed i canonici di Ariccia non si opposero all'espropriazione di ciò che era loro di diritto per rispetto all'autorità del vescovo; paradossalmente, non furono neppure consultati al riguardo. I lavori per la costruzione del convento iniziarono il 17 gennaio 1632: il primo abate di Galloro fu proprio padre Benigno Bracciolini, che si era massimamente impegnato per l'apertura di questo convento: la sua nomina venne ratificata da papa Urbano VIII con Breve apostolico del 30 maggio 1632.
Il cardinale vescovo Giovanni Battista Deti pose e consacrò la prima pietra della chiesa, con la benedizione di papa Urbano VIII e nel corso di una solenne funzione, il 15 luglio 1624. Tale pietra tuttavia, venne distrutta 143 anni dopo. Nel 1781 infatti, i monaci vallombrosani ordinarono di costruire un mulino ad olio presso le fondamenta del muro della chiesa presso l'altare maggiore: nello scavo, gli operai rinvennero una tavola di marmo, la fecero in pezzi e la gettarono sulla strada. Un tale, che si era trovata a passare per Galloro, vide i frammenti di marmo e notò che vi erano scolpite delle lettere latine. Ne raccolse uno e lo portò al canonico Emanuele Lucidi, che avrebbe scritto una dettagliata storia di Ariccia. Il Lucidi, in capo ad alcuni mesi, riuscì a capire che quel marmo fatto a pezzi era in realtà la prima pietra della chiesa, e incorniciò i frammenti di lapide superstiti nel proprio appartamento. Questo resoconto, viene dato dal Lucidi stesso nelle Memorie storiche dell'illustrissimo municipio ora terra dell'Ariccia, e delle sue colonie di Genzano e Nemi.
Domenica 15 maggio 1633, giorno di Pentecoste, venne consacrata la nuova chiesa del santuario: Demetrio Masseroni scrisse il giorno stesso della solenne cerimonia una memoria dell'evento per il principe Bernardino Savelli, che viene così riassunta da Giuseppe Boerio nella sua opera sul santuario di Galloro:
(Giuseppe Boero, Istoria del Santuario della Beatissima Vergine di Galloro, p. 23.)
Il giorno seguente, 16 maggio 1633, l'immagine della Madonna di Galloro venne solennemente traslata dal luogo della sua collocazione originaria, nel fosso tra la Monticella piccola e la Monticella grande, alla nuova chiesa appena consacrata: alle ore tredici partì la processione, a cui prese parte il clero di Ariccia con la confraternita e il capitolo, undici confraternite provenienti da tutta la sede suburbicaria di Albano e dalla sede suburbicaria di Frascati, e i religiosi vallombrosani:
(Giuseppe Boero, Istoria del Santuario della Beatissima Vergine di Galloro, p. 24.)

### Il Seicento

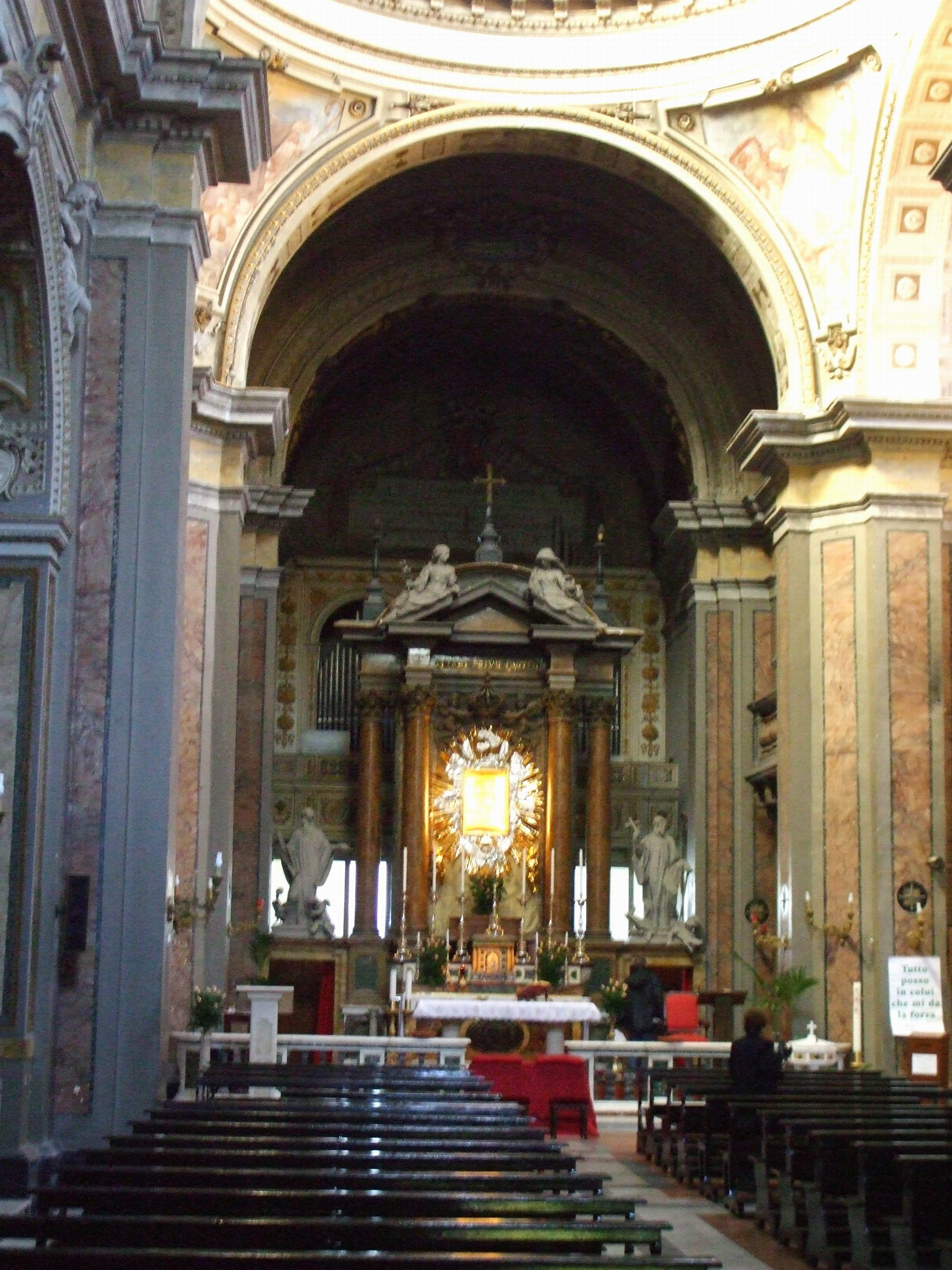
L'interno del santuario.

Pare che i religiosi vallombrosani iniziassero ad abitare il convento di Galloro il 1º maggio 1634: in forza del sunnominato Breve apostolico di papa Urbano VIII del 30 maggio 1632 venne stabilito che a Galloro dovessero risiedere otto religiosi, dodici sacerdoti e quattro laici o chierici. Tuttavia questo numero non fu mai raggiunto, sia perché le rendite del monastero non erano sufficienti, sia per la scarsezza di religiosi della Congregazione Vallombrosana: addirittura nel 1786 a Galloro c'erano solo due religiosi.
La peste del 1656 colpì inesorabilmente anche Roma e la provincia di Campagna e Marittima: ogni comunità pensò dunque di affidarsi ad uno o più santi per tutelarsi dal flagello, fallita ogni norma igienico-sanitaria concepita a questo scopo. Ariccia si votò a san Sebastiano, a san Rocco e alla Madonna di Galloro: e alla fine della pestilenza, venne edificata a mezza strada tra Ariccia e Galloro una chiesa dedicata a san Rocco. Fu per questa protezione accordata dalla Madonna di Galloro agli ariccini che si iniziò a celebrare una solenne festa a Galloro, la prima o la seconda domenica di Avvento; dal 1668, quando papa Clemente IX istitutì la festa dell'Immacolata Concezione, la data della festa venne spostata all'8 dicembre, festa appunto dell'Immacolata Concezione: ancora oggi questo evento viene celebrato e prende il nome di festa della signorina.
La venerazione verso la Madonna di Galloro era andata, nel corso degli anni, in parte scemando: il 20 aprile 1672 un evento miracoloso suscitò una nuova ondata di devozione tra la popolazione ariccina nei confronti della Madonna e del suo santuario. Adriano Antonio Lulli, chierico del santuario originario di Ponza, stava effettuando alcune riparazioni intorno all'altare dell'immagine della Madonna, quando la leggenda sostiene che udì una voce che diceva «che si canti vespro». Era infatti l'ora del vespro, ma per la penuria di religiosi non si era potuto cantare; non appena ricondotta la voce all'immagine, il chierico corse dall'abate padre Cesario Cichi, che giaceva ammalato a letto. Questi, spinto da curiosità e da devozione, si alzò dal letto e con nuova forza si recò in chiesa, guarito da ogni male: iniziò a cantare vespro, e al sopraggiungere di altri confratelli e del medico chiamato per visitarlo si presentò sanato. L'evento è raccontato diffusamente da Giuseppe Boero nella sua storia del santuario. Non appena si sparse voce dell'evento prodigioso, accorse presso la chiesa una grande folla di pellegrini e vi furono, racconta la leggenda, nuove miracolose guarigioni.

### Il Settecento
Il 10 giugno 1726, domenica di Pentecoste, il patriarca latino di Costantinopoli monsignor Camillo Cybo incoronò nuovamente l'immagine della Madonna di Galloro, con una sfarzosa cerimonia nell'anniversario della traslazione della sacra immagine nella chiesa.
Il 9 febbraio 1798 il generale francese Louis Alexandre Berthier occupò Roma, e di conseguenza il 15 febbraio venne proclamata la Repubblica Romana. Ai Castelli Romani, Frascati, Marino, Albano Laziale e Velletri si costituirono ciascuna in repubblica autonoma gemellata a quella romana; i conventi vennero chiusi e i loro beni requisiti. L'11 aprile 1798 un commissario francese dipendente dal governo di Albano impose la consegna di tutti i tesori conservati nel santuario di Galloro: finirono così in mano francese le due corone d'oro della Madonna di Galloro, del valore di 107 scudi, gli ex voto d'argento, i calici e gli arredi sacri per un totale di oltre venti libbre di metalli preziosi. Il monastero ed il santuario furono chiusi, e il popolo ariccino, temendo che l'immagine potesse essere profanata, pensò bene di trasportarla nella collegiata di Santa Maria Assunta all'interno dell'abitato: così l'11 novembre 1798 la Madonna di Galloro abbandonò il proprio santuario.
In questa circostanza, un altro grande miracolo è attribuito alla Madonna di Galloro: il 25 novembre 1798 oltre tremila francesi si accamparono nelle campagne di Ariccia, per fronteggiare l'avanzata dell'esercito sanfedista guidato dal cardinale Fabrizio Ruffo e da Ferdinando IV di Borbone; cinquanta di essi stavano per mettere a sacco il paese, quando la notizia dell'imminente arrivo dei napoletani li fece battere in fuga senza che avessero potuto nuocere più di tanto.

### L'Ottocento

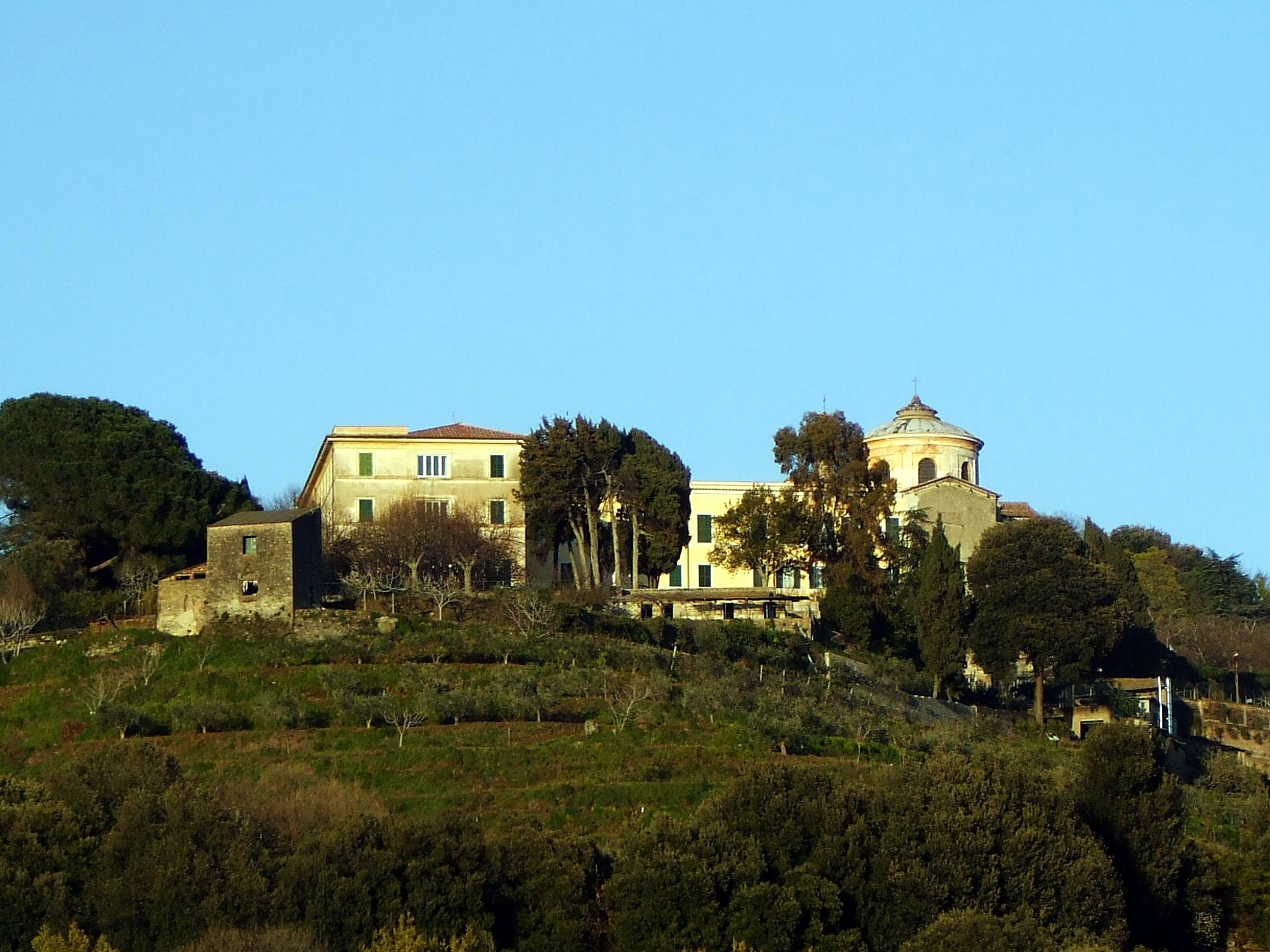
Il santuario visto da Vallericcia

Ritornata la giurisdizione pontificia anche ad Ariccia, nell'aprile 1800 i religiosi vallombrosani ripresero il possesso del santuario di Galloro, e pretesero la restituzione dell'immagine della Madonna di Galloro, ancora conservata nella collegiata di Santa Maria Assunta ad Ariccia.. Poiché non si giungeva ad un accordo tra i vallombrosani e i canonici ariccini, la questione venne portata davanti a papa Pio VII, in quel momento ancora a Venezia, che ordinò di trasferire l'immagine nuovamente al santuario.. Nella notte tra 5 e 6 novembre 1801 la Madonna di Galloro venne così trasferita in fretta e furia, «per ragione dei tempi che allora correvano», al santuario. L'8 dicembre di quello stesso anno si poté festeggiare normalmente la festa della signorina.
In seguito alla nuova occupazione napoleonica dello Stato della Chiesa, il potere pontificio venne rovesciato, gli ordini religiosi confiscati ed i loro beni svenduti. Presso il santuario di Galloro ormai da anni non erano presenti i religiosi vallombrosani, ma vi risiedevano stabilmente in loro vece due sacerdoti sudamericani, padre Eusebio Castagnares e padre Pietro Nogal: essi mantennero da soli la chiesa e i beni rimasti al monastero soppresso, rifiutandosi di prestare il giuramentro di fedeltà riochiesto dai francesi.
Dopo il ritorno a Roma di papa Pio VII, al termine della parentesi napoleonica, il cardinale vescovo della sede suburbicaria di Albano Antonio Dugnani chiese di accorpare il santuario di Galloro al seminario vescovile di Albano Laziale, per unire le rendite dei due istituti: e il Papa acconsentì con Breve apostolico del 24 agosto 1816.. Tuttavia, già nel novembre 1816 il seminario di Albano cederre il convento e il santuario con le sue rendite alla Compagnia di Gesù. Numerosi gesuiti infatti, nel periodo della soppressione dell'ordine, erano riparati nella vicina Genzano di Roma ospiti di privati e indirizzati dal vescovo di Veroli Giovanni Battista Jacobini, genzanese di nascita: perciò l'ordine ebbe modo di estendere la propria influenza sul santuario di Galloro, che d'altra parte non poteva essere gestito nuovamente dai religiosi vallombrosani che non avevano religiosi da inviare a Galloro. Il cardinale vescovo della sede suburbicaria di Albano Michele Di Pietro il 12 febbraio 1817 ratificò la presenza dei gesuiti nel santuario di Galloro.
Il 20 ottobre 1818 papa Pio VII partì dalla residenza pontificia di Castel Gandolfo diretto al santuario di Galloro per procedere alla solenne nuova incoronazione della Madonna di Galloro: così Giuseppe Boero nelle sue memorie ricostruisce l'accoglienza fatta al Papa:
(Giuseppe Boero, Istoria del Santuario della Beatissima Vergine di Galloro], pp. 43-44.)
Carlo IV di Spagna nel 1819 donò tre rose dorate alla Madonna di Galloro con una solenne celebrazione alla presenza del cardinale vescovo Michele Di Pietro..
Il 25 giugno 1822 le reliquie di san Francesco di Geronimo, gesuita napoletano vissuto nel Settecento, vennero solennemente esposte nel santuario di Galloro durante la traslazione da Roma a Napoli voluta fortemente da Ferdinando I delle Due Sicilie.. Accaddero, per intercessione del santo, alcune miracolose guarigioni, come quella riportata nella sua opera da Giuseppe Boero:
(Giuseppe Boero, Istoria del Santuario della Beatissima Vergine di Galloro], p. 45.)
Il popolo di Ariccia attribuì la propria protezione durante l'epidemia di colera del 1837 alla Madonna di Galloro, e la onorarono solennemente alla fine della propagazione del contagio.
Il principe Alessandro Raffaele Torlonia, che possedeva una villa a Castel Gandolfo, si recò spesso a visitare il santuario, e nel 1842 donò l'organo che era collocato sulla cantoria, in controfacciata.
Il 26 ottobre 1845 il cardinale vescovo della sede suburbicaria di Albano Pietro Ostini presenziò alla nuova consacrazione della chiesa, alla presenza dell'arcivescovo di Damasco monsignor Francesco Briganti-Colonna, della famiglia Chigi e della famiglia Sforza-Cesarini.
Il re delle Due Sicilie Ferdinando II delle Due Sicilie, in compagnia di papa Pio IX, visitò il santuario di Galloro il 3 luglio 1851.

### Dal Novecento al Duemila
Nella casa dei gesuiti attigua al santuario, dalla fine del 1927 alla morte, avvenuta il 18 dicembre 1931, visse il celebre teologo tomista ed ex cardinale (dal 27 novembre 1911 al 21 settembre 1927) Louis Billot. Ultraottantenne, Billot si ritirò "in una casa della Compagnia di Gesù [cioè a Galloro] in qualità di umile religioso per prepararsi alla morte", come disse Papa Pio XI nel concistoro segreto del 19 dicembre 1927. Aveva rinunciato alla porpora a seguito di un contrasto con il Papa stesso sulla questione della condanna pontificia del movimento monarchico francese Action française, di cui era estimatore. Stella della teologia romana di inizio Novecento, partecipe della lotta antimodernista di S. Pio X, Louis Billot scrisse di se stesso dopo la sua rinuncia al cardinalato: "Ho sempre risposto, oralmente o per iscritto, a tutti coloro che mi consultavano sulla linea d'azione da seguire, che non solo dovevano evitare accuratamente tutto ciò che poteva avere l'aspetto di insubordinazione o di rivolta, ma anche fare il sacrificio delle loro idee particolari per conformarsi agli ordini del Sovrano Pontefice. Personalmente, sono stato il primo ad aderire a questa regola".
In effetti, di fronte all'ingiunzione di smentire pubblicamente le proprie posizioni o perdere il cardinalato, conscio che si trattava di materia non essenzialmente dottrinale ma politica e prudenziale, Billot dimostrò al contempo obbedienza e libertà di spirito e preferì un'eloquente rinuncia alla dignità cardinalizia che il rinnegamento delle sue legittime convinzioni, condivise oltretutto da un gran numero di esponenti di spicco del cattolicesimo francese dell'epoca. L'Action française fu riabilitata da Papa Pio XII non appena asceso al Pontificato, nel 1939, quando il semplice "padre Louis Billot, s.j." era morto da otto anni nel suo ritiro di Galloro.
Nel 1943, durante la seconda guerra mondiale, gli ariccini si votarono alla Madonna di Galloro perché li proteggesse. Il comune di Ariccia venne colpito dai bombardamenti il 1º febbraio 1944, e furono distrutti il ponte di Ariccia e l'aggiunta settecentesca di Palazzo Chigi; inoltre per il bivacco delle truppe tedesche e poi anglo-americane venne sconquassata la riserva naturale del Parco Chigi.
L'8 dicembre 2006 su iniziativa del parroco monsignor Pietro Massari, assieme al vescovo della sede suburbicaria di Albano Marcello Semeraro è stato commemorato il 350º anniversario della fine della peste del 1656, che terminò anche grazie all'intercessione della Madonna di Galloro.
(Memoria del voto alla Madre di Dio "Madonna di Galloro" 1656-2006 - 8 dicembre 2006.)
Il cardinale arcivescovo emerito di Milano Carlo Maria Martini, dopo aver lasciato la guida della diocesi ambrosiana, ha spesso soggiornato a Galloro, presso la casa di esercizi spirituali retta dai gesuiti presso il santuario. Il 17 febbraio 2007 sono stati festeggiati gli ottanta anni del prelato con una solenne messa nel santuario, alla presenza del festeggiato Carlo Maria Martini e del vescovo della sede suburbicaria di Albano Marcello Semeraro.

## Architettura

### Esterno
La facciata del santuario prospettava su un vasto piazzale, nel quale si svolgeva la fiera di Galloro; tuttavia, dopo la sistemazione della via Appia Nuova portata avanti sotto i pontificati di papa Gregorio XVI e di papa Pio IX, prospetta direttamente sulla trafficata strada statale 7 via Appia Nuova. Pare che il disegno della facciata sia opera di Gian Lorenzo Bernini: sicuramente la sua realizzazione si colloca nell'ambito dei lavori finanziati dai Chigi tra il 1661 ed il 1662.

### Interno
L'ampio interno si presenta a croce latina con cupola, ad unica navata con transetto su cui affacciano sei cappelle laterali.
Sopra la porta principale, sulla controfacciata, venne apposta la seguente iscrizione per commemorare il termine dei lavori di ampliamento ed abbellimento finanziati dai Chigi e da papa Alessandro VII:
L'ultima campata della chiesa, con le due cappelle, venne aggiunta dopo il 1661, sotto il pontificato di papa Alessandro VII, dopo che i Chigi avevano acquistato il feudo di Ariccia dalla famiglia Savelli. Il progetto è attribuito al celebre architetto Gian Lorenzo Bernini: entrambe le cappelle aggiunte furono dedicate a santi appena proclamati da Alessandro VII. Infatti, la cappella di destra è dedicata a san Tommaso da Villanova, e vi è un quadro raffigurante il santo opera di Giacinto Gimignani; a sinistra, invece, la cappella è dedicata a san Francesco di Sales, e vi è una tela raffigurante il santo opera del Borgognone.
A circa metà della navata, è posta l'epigrafe commemorativa del primo abate vallombrosano di Galloro padre Benigno Bracciolini, che fu in carica dal 1631 alla data della sua morte, avvenuta nel 1637 all'età di trentaquattro anni:

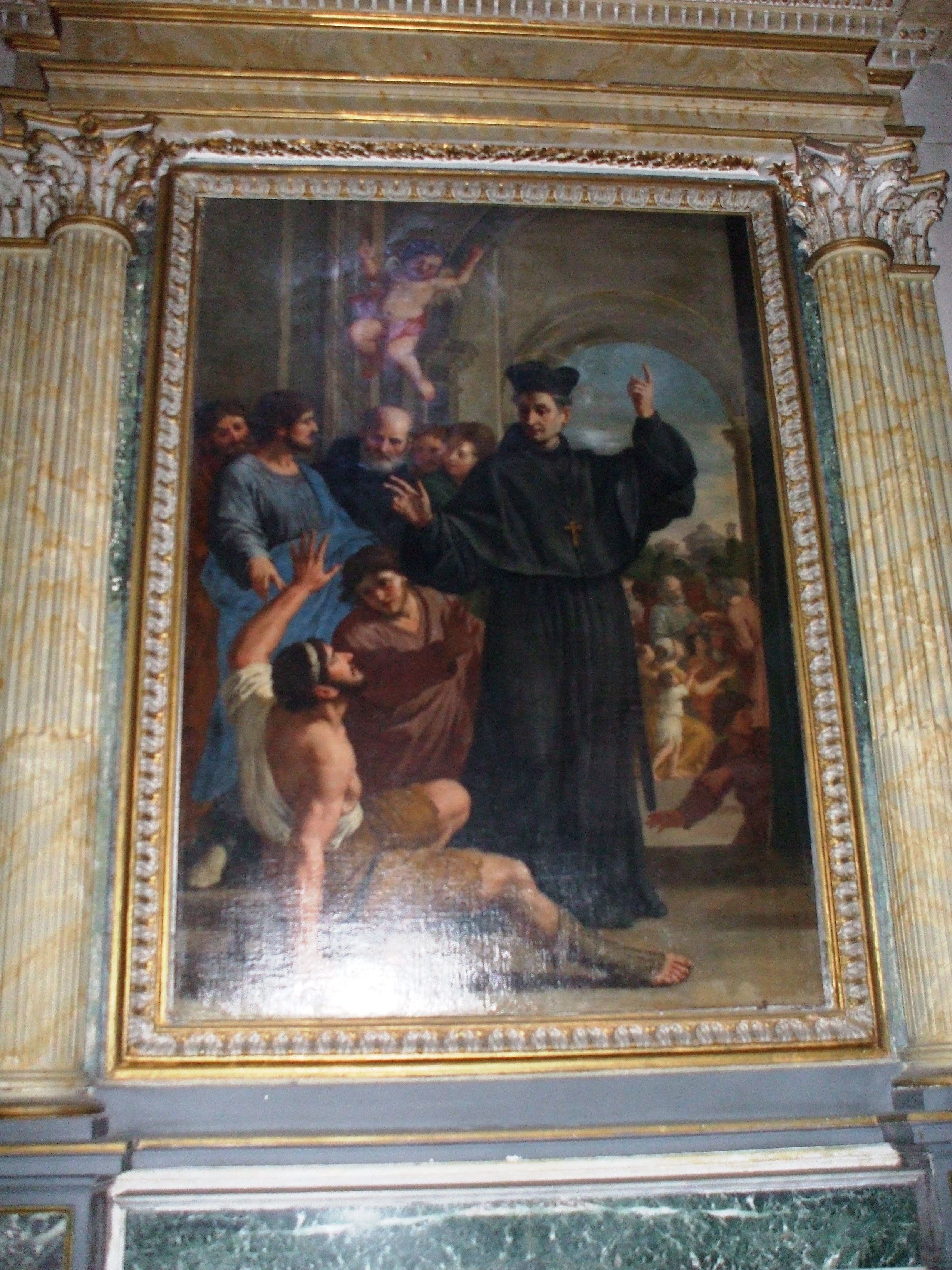
Particolare di un altare laterale all'interno della navata

Il coro della chiesa, dietro l'altare, venne restaurato nel 1762 durante la reggenza dell'abate Gervasio Alberganti da Domodossola, che era stato anche procuratore generale della Congregazione Vallombrosana; egli fece apporre la seguente iscrizione nel coro:
Lo stesso abate venne sepolto a Galloro dopo la sua morte avvenuta presso la Basilica di Santa Prassede in Roma nel 1768, e venne apposta la sua epigrafe commemorativa sulla parte sinistra del presbiterio:
L'altare maggiore, al centro del quale è incastonata l'immagine della Madonna di Galloro, venne realizzato nel 1630 grazie ai finanziamenti del cardinale vescovo della sede suburbicaria di Albano Carlo Emanuele Pio di Savoia; anche papa Clemente XI si preoccupò di far adornare di marmi l'altare, facendovi portare da Roma le reliquie di san Clemente I: la traslazione avvenne solennemente il 29 maggio 1716. La balaustra in marmo antistante il presbiterio è invece un'offerta di papa Benedetto XIV risalente al 1757.
La cupola all'esterno è stata rivestita in piombo durante i lavori finanziati dai Chigi, tra il 1661 ed il 1663: all'interno, è opinione che le decorazioni siano opera di Gian Lorenzo Bernini.

## Festività
La Madonna di Galloro è festeggiata presso il proprio santuario in tre occasioni ogni anno:
- 8 dicembre, festa dell'Immacolata Concezione;
- Domenica di Pentecoste, anniversario della consacrazione della chiesa nel 1633;
- Seconda domenica di ottobre.